# Amauropelma undara
Amauropelma undara är en spindelart som beskrevs av Raven och Gray 200. Amauropelma undara ingår i släktet Amauropelma och familjen Ctenidae.
Artens utbredningsområde är Queensland. Inga underarter finns listade i Catalogue of Life.